# Моркус, Пранас
Пра́нас Мо́ркус (лит. Pranas Morkus; 18 февраля 1938, Клайпеда — 30 августа 2022, Клайпеда, по другим сведениям Вильнюс) — советский и литовский киносценарист, эссеист, радиожурналист, общественный деятель.

## Биография
Мать — театральная актриса Галина Яцкевичюте (1911—1989). В 1955 году окончил среднюю школу в Вильнюсе. В 1955—1957 годах учился на филологическом факультете Московского государственного университета имени М. В. Ломоносова, в 1957—1960 годах — на историко-филологическом факультете Вильнюсского государственного университета. В 1962—1964 годах был слушателем высших сценарных курсов в Москве.
Член Союза кинематографистов Литвы. В 1960—1962 годах главный редактор радиотеатра Телерадиокомитета Литовской ССР, в 1968—1970 годах — главный редактор творческого объединения „Lietuvos telefilmas“. Состоял членом сценарной коллегии Литовской киностудии (1971—1977). В 1980—1982 годах заведующий литературной частью Камерного еврейского музыкального театра (КЕМТ).
В 1990—1991 годах работал директором программ Литовского радио и телевидения. С 1994 года редактор отдела еженедельника «Шяурес Атенай» („Šiaurės Atėnai“), главный редактор культурных программ Литовского национального радио и телевидения, сотрудник передачи католической радиопрограммы „Mažoji studija“.
В феврале 2013 года стал одним из членов Литовского киноцентра — коллегиального органа при Министерстве культуры Литвы, в функции которого входит рассмотрение заявок на государственное финансирование кинематографических проектов и выделение государственных стипендий для деятелей кино.
Был знаком с Веничкой Ерофеевым, Иосифом Бродским, Чеславом Милошем; поддерживал дружеские связи с Адамом Михником, Евгением Рейном, Томасом Венцловой.
Установил дом в Вильнюсе, в котором жил П. А. Столыпин, и хлопотал о сохранении имении Столыпиных в Калнабярже.
Пранас Моркус, вместе с профессором Томасом Венцловой и лауреатом Национальной премии Литвы Рамунасом Катилюсом, — инициатор увековечения имени Иосифа Бродского в Паланге, где именем поэта был назван один из мостиков.
Скончался в больнице в Клайпеде. Похоронен 2 сентября 2023 года на кладбище в Кретинге.

## Творчество
Написал либретто для балета «Последняя роль» („Paskutinė rolė“) и сценарии к пяти десяткам радиопостановок. Автор сценариев анимационных (в том числе „Baubas“ режиссёра Ильи Березницкаса; Моркус принял участие в его озвучивании) и документальных фильмов („Česlovo Milošo amžius“, 2011).
Автор сценариев ряда художественных кинофильмов.

### Фильмография
- 1967 — Игры взрослых людей (Suaugusių žmonių žaidimai; режиссёр Альгимантас Кундялис)
- 1972 — Камень на камень (Akmuo ant akmens; режиссёр Раймондас Вабалас)
- 1975 — День возмездия (Atpildo diena; режиссёры Альгимантас Пуйпа, Стасис Мотеюнас)
- 1975 — Смок и Малыш (Smokas ir Mažylis; режиссёр Раймондас Вабалас)
- 1980 — Обмен (Mainai; режиссёр Раймондас Вабалас)
- 1981 — Американская трагедия (Amerikietiška tragedija; режиссёр Марийонас Гедрис; 4 серии)
- 1985 — Блудный сын (Sūnus paklydėlis; режиссёр Марийонас Гедрис)
- 1986 — Зодиак (Zodiakas; режиссёр Йонас Вайткус)
- 1986 — Страшилище (Baubas; мультфильм; режиссёр Ильи Березницкас)
- 1988 — Бермудское кольцо (мультфильм; режиссёр Илья Березницкас)
- 1996 — В полном одиночестве (Vienui vieni; режиссёр Йонас Вайткус)
- 2011 — Век Чеслава Милоша (Česlovo Milošo amžius, полнометражный документальный фильм в двух частях, режиссёр и соавтор сценария Юозас Явайтис).[8]
- 2013 — Экскурсантка (Ekskursantė, художественный фильм, режиссёр Аудрюс Юзенас)[9].

## Награды и звания
- Кавалерский крест Ордена Заслуг (Польша, 1996)
- Памятный знак за личный вклад в развитие трансатлантических отношений Литвы и по случаю приглашения Литовской Республики в НАТО (Литва, 12 февраля 2003 года)[10].
- Премия Pragiedruliai за лучшую передачу литовского радио «Культура и религия» (2007)